# アーニー・フィオリト
アーニー・フィオリト（Ernie Fiorito, 1907年9月10日 - 1960年8月22日）は、アメリカ合衆国出身の指揮者、作曲家。ボブ・ウィンザー(Bob Windsor)名義でも活動したが、本名はアーネスト・フィオリト(Ernest Fiorito)である。兄テッドも指揮者であった。
ニューヨークの生まれ。アメリカのWORの放送局のオーケストラを指揮したほか、自らの名前を冠したオーケストラを結成して録音活動を行った。ロングアイランドのジョーンズビーチのマリン・シアターでミュージカルを上演中に脳卒中を起こして倒れ、ナッソーで死去。

## 註
1. ↑  アーニー・フィオリト - Find a Grave（英語）

| スタブアイコン | サブスタブ | この項目は、まだ閲覧者の調べものの参照としては役立たない、人物に関連した書きかけの項目です。この項目を加筆・訂正などしてくださる協力者を求めています（P:人物伝/PJ:人物伝）。 |